# كارلوس سولير ماركيز
كارلوس سولير ماركيز (بالإسبانية: Carlos Soler Márquez)‏ هو مبارز بالسيف إسباني، ولد في 16 فبراير 1972 في مالقة في إسبانيا.